# Štivica
Štivica is een plaats in de gemeente Staro Petrovo Selo in de Kroatische provincie Brod-Posavina. De plaats telt 785 inwoners (2001).